# Hermangard d’Asp
Hermangard d’Asp (zm. w 1192) – 9 wielki mistrz zakonu joannitów w latach 1188–1190.